# 제이 달링턴

제이 달링턴(Jay Darlington, 1968년 5월 3일~)은 오아시스가 시들어갈 때, 브릿팝의 새로운 대안을 제시한 샛별 쿨라 셰이커(Kula Shaker)의 키보드 멤버이다. 6집 Don't Believe The Truth 때부터 오아시스의 키보드 세션 멤버로 함께 투어를 시작했으며, 노엘 갤러거가 오아시스를 나간 현재 리암 갤러거의 요청으로 정식 멤버로 합류했다.